# Stadio Sepsi Arena
Lo stadio Sepsi Arena è un impianto sportivo di calcio che si trova a Sfântu Gheorghe, in Romania.

## Storia
L'impianto sportivo ospita le partite casalinghe del Sepsi. I lavori per la costruzione sono iniziati nell'estate nel 2019, conclusi con l'inaugurazione del 16 ottobre 2021 in concomitanza alla gara Sepsi-Voluntari. La squadra, nel corso dei lavori di costruzione del nuovo stadio, ha disputato le partite casalinghe allo Stadio Municipale. La sua costruzione è costata 25 milioni di euro, finanziati principalmente dal governo ungherese. L'impianto ha una capacità di 8 400 persone.